# Francesco Granacci
Francesco Granacci (Villamagna di Volterra, 1469 – Firenze, 30 novembre 1543) è stato un pittore italiano del primo periodo del manierismo fiorentino.

## Biografia

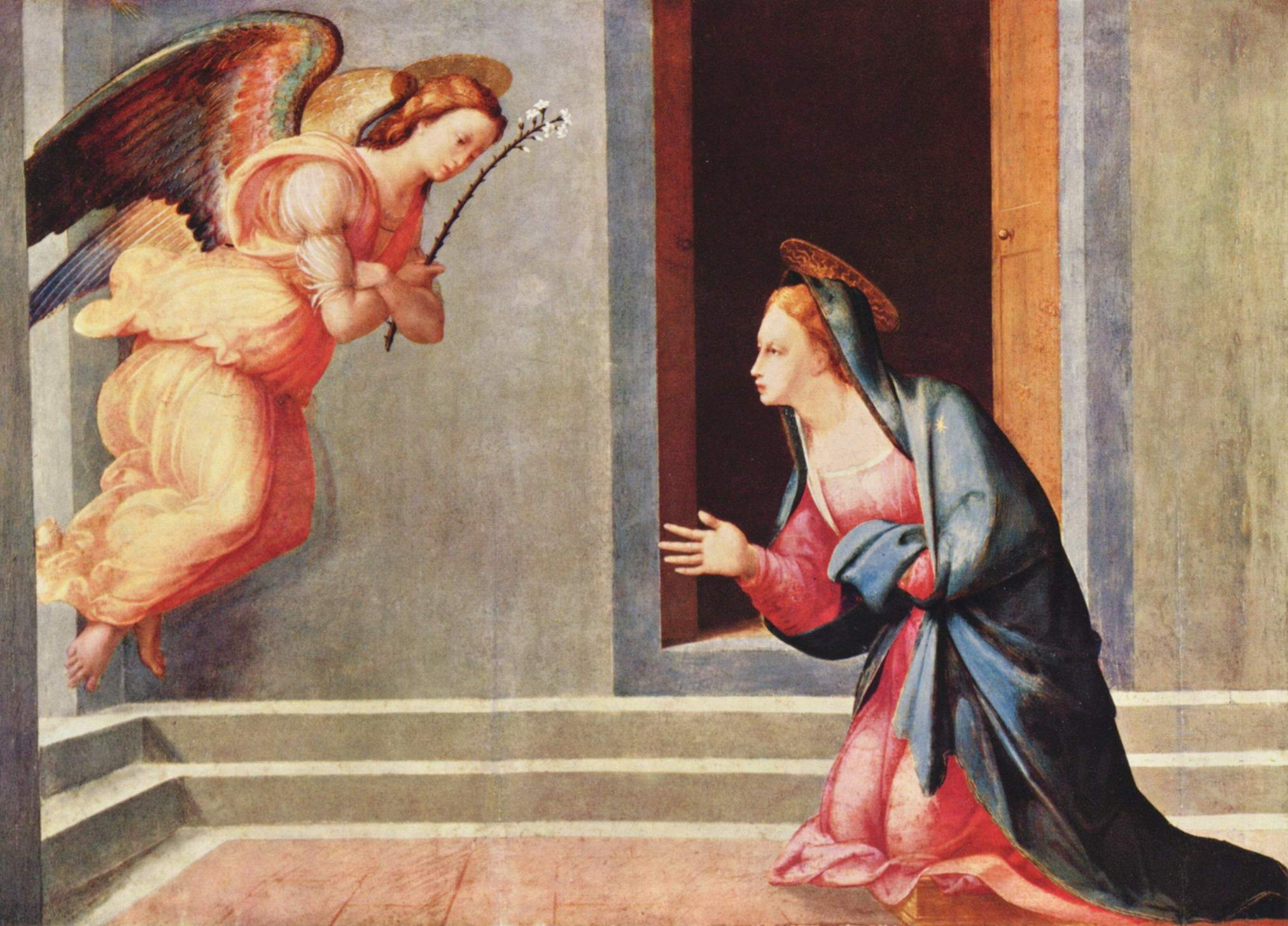
Annunciazione, Corsham Court, Corsham, Wiltshire

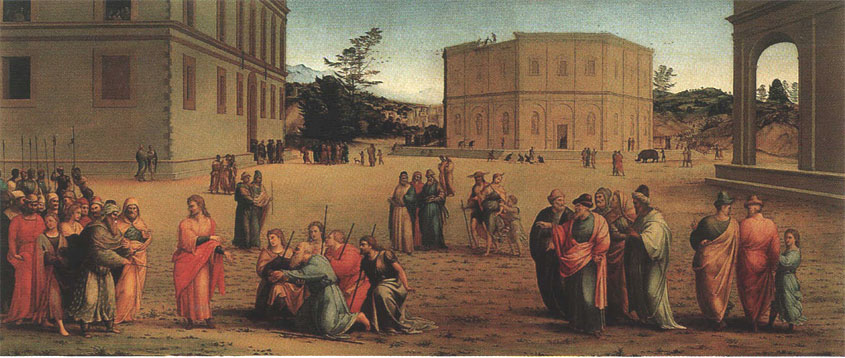
Giuseppe presenta il padre e i fratelli al faraone, Galleria degli Uffizi (sala 25), Firenze

Nacque nella frazione di Villamagna, oggi nel comune di Volterra.
Si formò alla bottega di Domenico Ghirlandaio, dove si esercitava anche Michelangelo, che diventò suo amico e con il quale fu scelto per frequentare la scuola di Lorenzo il Magnifico nel Giardino di San Marco. Assimilò così bene la lezione quattrocentesca, che in un lungo arco della sua produzione rimase fedele a certi stilemi nei dettagli e nelle composizioni, rendendo talvolta assai incerta la datazione delle sue opere, per la quale è quindi fondamentale la sua biografia nelle Vite del Vasari, dove sono elencate numerose opere, tutte rintracciate anche se talvolta non databili esattamente.
Le prime opere giovanili furono influenzate dallo stile di Filippino Lippi, come la Madonna in trono tra i Santi Michele e Giovanni Battista (Staatliche Museen, Berlino), l'Adorazione del Bambino (Academy of Art di Honolulu) e le Quattro Storie di San Giovanni Battista (divise tra New York, Liverpool e Cleveland), dotate di una vivace vena narrativa e probabilmente create per una committenza privata fiorentina.
Nel 1508 andò a Roma, dove, con altri artisti, aiutò Michelangelo a trasferire i segni dei cartoni sulla volta della Cappella Sistina. Di nuovo a Firenze, dipinse una Madonna con Bambino fra i Santi Francesco e Gerolamo per il convento degli Agostiniani di San Gallo (oggi alla Galleria dell'Accademia), la Madonna della Cintola per la Compagnia di San Benedetto Bigi, e nel 1515 partecipò alla realizzazione degli apparati per la visita a Firenze di papa Leone X; dello stesso periodo le Storie di San Giuseppe (divise tra gli Uffizi e Palazzo Davanzati).
La piena maturità artistica si ebbe attorno al 1519, con opere come la Madonna col Bambino e San Giovannino (Museo di Arte Occidentale e Orientale di Odessa), con il superamento degli stilemi quattrocenteschi verso un senso più complesso e moderno dello spazio compositivo e del movimento. Opere del 1520-1525 tradiscono un'influenza diretta di Fra Bartolomeo (Madonna in trono tra San Sebastiano e San Francesco a Castelfiorentino, Sacra Conversazione a Montemurlo), mentre è ascrivibile all'influsso di Pietro Perugino la pala della Vergine Assunta e quattro santi (Galleria dell'Accademia, Firenze, 1525 circa). Le influenze degli altri pittori manieristi portano nel frattempo la pittura del Granacci a soluzioni originali, che il pittore usa soprattutto nelle opere di dimensioni ridotte (come i pannelli per la Camera nuziale Borgherini, Cattura di Giuseppe e Giuseppe presenta al faraone i fratelli e il padre), mentre in quelle di grande formato predilige ancora uno stile classicheggiante.
Un altro prestigioso incarico fu l'esecuzione di una pala per il convento di Sant'Apollonia, secondo il Vasari dipinta su uno schema fornito dallo stesso Michelangelo, della quale rimangono solo alcuni frammenti, fra cui alcune tavole della predella con l'Annunciazione e le Storie dei santi martiri, dalla tecnica sicura e fluente, vivaci espressivamente.
Spigliatamente manierista è anche la grande tela con l'Entrata di Carlo VIII a Firenze (1527, Uffizi) o i Diecimila martiri nella Chiesa dei Santi Simone e Giuda a Firenze, entrambe della sua ultima fase.
È sepolto nella chiesa di Sant'Ambrogio a Firenze.